# José Núñez (lanzador izquierdo)
José Antonio Núñez (nacido el 14 de marzo de 1979 en Montecristi) es un ex lanzador zurdo dominicano que jugó en las Grandes Ligas. Lanzó partes de las temporadas 2001 y 2002 con los Dodgers de Los Ángeles y San Diego Padres.
Núñez lanzó en la Liga Dominicana para los Tigres del Licey de 2000 a 2007.